# Ranilug
Ranilug (serb.- cyrylica Ранилуг, alb. Ranillug) – miasto i gmina w południowo-wschodnim Kosowie (region Gnjilane).